# Världsmästerskapet i fotboll 1974
Världsmästerskapet i fotboll 1974 arrangerades i Västtyskland. Vid VM-slutspelet 1974 låg favoritskapet på värdnationen men Nederländerna gjorde starkt intryck och finalen kom att stå mellan dessa länder. I Västtyskland återfanns Franz Beckenbauer och i Nederländerna Johan Cruijff, två av världens bästa fotbollsspelare genom tiderna. Polen tog sin första medalj i ett VM-slutspel och imponerade med snabbt anfallsspel. Polens Grzegorz Lato blev också VM:s skyttekung med 7 mål.

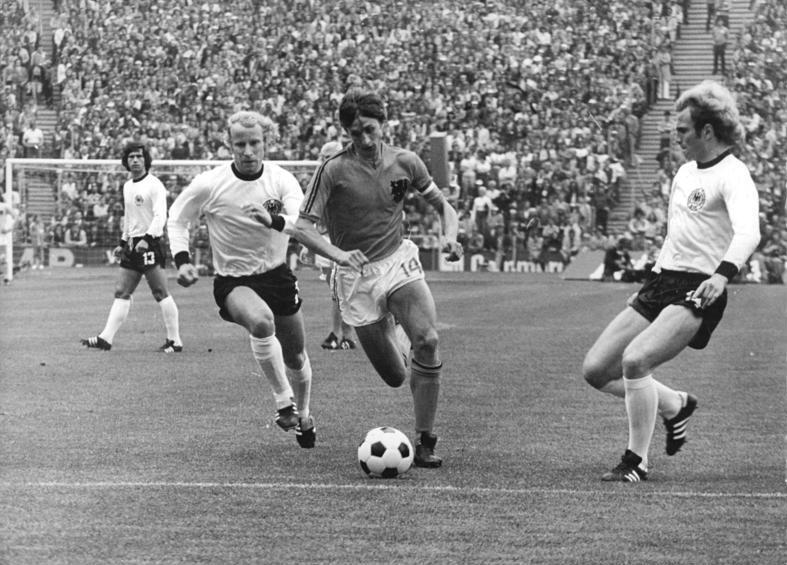
Nerderländernas Johan Cruijff störtar mot mål i finalens öppningsminut.

## Kvalspel

### Kvalificerade nationer
Två lag var direktkvalificerade till mästerskapet; Brasilien var regerande mästare, och Västtyskland var värd för mästerskapet.
| Afrika - Zaire | Asien och · Oceanien - Australien | Europa - Bulgarien - Italien - Jugoslavien - Nederländerna - Polen - Skottland - Sverige - Västtyskland - Östtyskland | Nord- och · Centralamerika - Haiti | Sydamerika - Argentina - Brasilien - Chile - Uruguay |

## Spelorter och arenor
| Västtyskland 1974                  | Västtyskland 1974                  | Västtyskland 1974                      | Dortmund Düsseldorf Frankfurt am Main Gelsenkirchen Hamburg Hannover München Stuttgart Västberlin |
| Dortmund                           | Düsseldorf                         | Frankfurt am Main                      | Dortmund Düsseldorf Frankfurt am Main Gelsenkirchen Hamburg Hannover München Stuttgart Västberlin |
| Westfalenstadion Kapacitet: 80 000 | Rheinstadion Kapacitet: 45 100     | Waldstadion Kapacitet: 54 000          | Dortmund Düsseldorf Frankfurt am Main Gelsenkirchen Hamburg Hannover München Stuttgart Västberlin |
| Gelsenkirchen                      | Hamburg                            | Hannover                               | Dortmund Düsseldorf Frankfurt am Main Gelsenkirchen Hamburg Hannover München Stuttgart Västberlin |
| Parkstadion Kapacitet: 48 000      | Volksparkstadion Kapacitet: 55 000 | Niedersachsenstadion Kapacitet: 44 000 | Dortmund Düsseldorf Frankfurt am Main Gelsenkirchen Hamburg Hannover München Stuttgart Västberlin |
| München                            | Stuttgart                          | Västberlin                             | Dortmund Düsseldorf Frankfurt am Main Gelsenkirchen Hamburg Hannover München Stuttgart Västberlin |
| Olympiastadion Kapacitet: 72 000   | Neckarstadion Kapacitet: 55 000    | Olympiastadion Kapacitet: 75 000       | Dortmund Düsseldorf Frankfurt am Main Gelsenkirchen Hamburg Hannover München Stuttgart Västberlin |

## Omgång 1

### Grupp 1
| Nr | Lag          | S | V | O | F | GM | IM | MS | P |
| -- | ------------ | - | - | - | - | -- | -- | -- | - |
| 1  | Östtyskland  | 3 | 2 | 1 | 0 | 4  | 1  | +3 | 5 |
| 2  | Västtyskland | 3 | 2 | 0 | 1 | 4  | 1  | +3 | 4 |
| 3  | Chile        | 3 | 0 | 2 | 1 | 1  | 2  | −1 | 2 |
| 4  | Australien   | 3 | 0 | 1 | 2 | 0  | 5  | −5 | 1 |

| 1           | 14 juni 1974 | Västtyskland      | 1 – 0           | Chile | Olympiastadion                                            |                                                           |
| 15:00 UTC+1 | 15:00 UTC+1  | Paul Breitner 18′ | (1 – 0) Rapport |       | Västberlin Publik: 81 100 Domare: Doğan Babacan (Turkiet) | Västberlin Publik: 81 100 Domare: Doğan Babacan (Turkiet) |
| 15:00 UTC+1 | 15:00 UTC+1  |                   |                 |       | Västberlin Publik: 81 100 Domare: Doğan Babacan (Turkiet) | Västberlin Publik: 81 100 Domare: Doğan Babacan (Turkiet) |
| 15:00 UTC+1 | 15:00 UTC+1  |                   |                 |       | Västberlin Publik: 81 100 Domare: Doğan Babacan (Turkiet) | Västberlin Publik: 81 100 Domare: Doğan Babacan (Turkiet) |

| 2           | 14 juni 1974 | Östtyskland                                 | 2 – 0           | Australien | Volksparkstadion                                         |                                                          |
| 18:30 UTC+1 | 18:30 UTC+1  | Colin Curran 58′ (sjm.) Joachim Streich 72′ | (0 – 0) Rapport |            | Hamburg Publik: 17 000 Domare: Youssou N'Diaye (Senegal) | Hamburg Publik: 17 000 Domare: Youssou N'Diaye (Senegal) |
| 18:30 UTC+1 | 18:30 UTC+1  |                                             |                 |            | Hamburg Publik: 17 000 Domare: Youssou N'Diaye (Senegal) | Hamburg Publik: 17 000 Domare: Youssou N'Diaye (Senegal) |
| 18:30 UTC+1 | 18:30 UTC+1  |                                             |                 |            | Hamburg Publik: 17 000 Domare: Youssou N'Diaye (Senegal) | Hamburg Publik: 17 000 Domare: Youssou N'Diaye (Senegal) |

| 10          | 18 juni 1974 | Australien | 0 – 3           | Västtyskland                                               | Volksparkstadion                                               |                                                                |
| 15:00 UTC+1 | 15:00 UTC+1  |            | (0 – 2) Rapport | 12′ Wolfgang Overath 34′ Bernhard Cullmann 53′ Gerd Müller | Hamburg Publik: 53 000 Domare: Mahmoud Mustafa Kamel (Egypten) | Hamburg Publik: 53 000 Domare: Mahmoud Mustafa Kamel (Egypten) |
| 15:00 UTC+1 | 15:00 UTC+1  |            |                 |                                                            | Hamburg Publik: 53 000 Domare: Mahmoud Mustafa Kamel (Egypten) | Hamburg Publik: 53 000 Domare: Mahmoud Mustafa Kamel (Egypten) |
| 15:00 UTC+1 | 15:00 UTC+1  |            |                 |                                                            | Hamburg Publik: 53 000 Domare: Mahmoud Mustafa Kamel (Egypten) | Hamburg Publik: 53 000 Domare: Mahmoud Mustafa Kamel (Egypten) |

| 9           | 18 juni 1974 | Chile              | 1 – 1           | Östtyskland         | Olympastadion                                                |                                                              |
| 18:30 UTC+1 | 18:30 UTC+1  | Sergio Ahumada 69′ | (0 – 0) Rapport | 55′ Martin Hoffmann | Västberlin Publik: 28 000 Domare: Aurelio Angonese (Italien) | Västberlin Publik: 28 000 Domare: Aurelio Angonese (Italien) |
| 18:30 UTC+1 | 18:30 UTC+1  |                    |                 |                     | Västberlin Publik: 28 000 Domare: Aurelio Angonese (Italien) | Västberlin Publik: 28 000 Domare: Aurelio Angonese (Italien) |
| 18:30 UTC+1 | 18:30 UTC+1  |                    |                 |                     | Västberlin Publik: 28 000 Domare: Aurelio Angonese (Italien) | Västberlin Publik: 28 000 Domare: Aurelio Angonese (Italien) |

| 17          | 22 juni 1974 | Australien | 0 – 0   | Chile | Olympastadion                                         |                                                       |
| 15:00 UTC+1 | 15:00 UTC+1  |            | Rapport |       | Västberlin Publik: 17 000 Domare: Jafar Namdar (Iran) | Västberlin Publik: 17 000 Domare: Jafar Namdar (Iran) |
| 15:00 UTC+1 | 15:00 UTC+1  |            |         |       | Västberlin Publik: 17 000 Domare: Jafar Namdar (Iran) | Västberlin Publik: 17 000 Domare: Jafar Namdar (Iran) |
| 15:00 UTC+1 | 15:00 UTC+1  |            |         |       | Västberlin Publik: 17 000 Domare: Jafar Namdar (Iran) | Västberlin Publik: 17 000 Domare: Jafar Namdar (Iran) |

| 18          | 22 juni 1974 | Östtyskland           | 1 – 0           | Västtyskland | Volksparkstadion                                            |                                                             |
| 18:30 UTC+1 | 18:30 UTC+1  | Jürgen Sparwasser 77′ | (0 – 0) Rapport |              | Hamburg Publik: 60 200 Domare: Ramón Barreto Ruíz (Uruguay) | Hamburg Publik: 60 200 Domare: Ramón Barreto Ruíz (Uruguay) |
| 18:30 UTC+1 | 18:30 UTC+1  |                       |                 |              | Hamburg Publik: 60 200 Domare: Ramón Barreto Ruíz (Uruguay) | Hamburg Publik: 60 200 Domare: Ramón Barreto Ruíz (Uruguay) |
| 18:30 UTC+1 | 18:30 UTC+1  |                       |                 |              | Hamburg Publik: 60 200 Domare: Ramón Barreto Ruíz (Uruguay) | Hamburg Publik: 60 200 Domare: Ramón Barreto Ruíz (Uruguay) |

### Grupp 2
| Nr | Lag         | S | V | O | F | GM | IM | MS  | P |
| -- | ----------- | - | - | - | - | -- | -- | --- | - |
| 1  | Jugoslavien | 3 | 1 | 2 | 0 | 10 | 1  | +9  | 4 |
| 2  | Brasilien   | 3 | 1 | 2 | 0 | 3  | 0  | +3  | 4 |
| 3  | Skottland   | 3 | 1 | 2 | 0 | 3  | 1  | +2  | 4 |
| 4  | Zaire       | 3 | 0 | 0 | 3 | 0  | 14 | −14 | 0 |

| 3           | 13 juni 1974 | Brasilien | 0 – 0   | Jugoslavien | Waldstadion                                                |                                                            |
| 16:00 UTC+1 | 16:00 UTC+1  |           | Rapport |             | Frankfurt Publik: 62 000 Domare: Rudolf Scheurer (Schweiz) | Frankfurt Publik: 62 000 Domare: Rudolf Scheurer (Schweiz) |
| 16:00 UTC+1 | 16:00 UTC+1  |           |         |             | Frankfurt Publik: 62 000 Domare: Rudolf Scheurer (Schweiz) | Frankfurt Publik: 62 000 Domare: Rudolf Scheurer (Schweiz) |
| 16:00 UTC+1 | 16:00 UTC+1  |           |         |             | Frankfurt Publik: 62 000 Domare: Rudolf Scheurer (Schweiz) | Frankfurt Publik: 62 000 Domare: Rudolf Scheurer (Schweiz) |

| 4           | 14 juni 1974 | Zaire | 0 – 2           | Skottland                        | Westfalenstadion                                               |                                                                |
| 18:30 UTC+1 | 18:30 UTC+1  |       | (0 – 2) Rapport | 26′ Peter Lorimer 34′ Joe Jordan | Dortmund Publik: 25 800 Domare: Gerhard Schulenburg (Tyskland) | Dortmund Publik: 25 800 Domare: Gerhard Schulenburg (Tyskland) |
| 18:30 UTC+1 | 18:30 UTC+1  |       |                 |                                  | Dortmund Publik: 25 800 Domare: Gerhard Schulenburg (Tyskland) | Dortmund Publik: 25 800 Domare: Gerhard Schulenburg (Tyskland) |
| 18:30 UTC+1 | 18:30 UTC+1  |       |                 |                                  | Dortmund Publik: 25 800 Domare: Gerhard Schulenburg (Tyskland) | Dortmund Publik: 25 800 Domare: Gerhard Schulenburg (Tyskland) |

| 11          | 18 juni 1974 | Jugoslavien | 9 – 0           | Zaire | Parkstadion                                                        |                                                                    |
| 18:30 UTC+1 | 18:30 UTC+1  | Dušan Bajević 8′, 30′, 81′ Dragan Džajić 14′ Ivica Šurjak 18′ Josip Katalinski 22′ Vladislav Bogićević 35′ Branko Oblak 61′ Ilija Petković 65′ | (6 – 0) Rapport |       | Gelsenkirchen Publik: 31 700 Domare: Omar Delgado Gómez (Colombia) | Gelsenkirchen Publik: 31 700 Domare: Omar Delgado Gómez (Colombia) |
| 18:30 UTC+1 | 18:30 UTC+1  | |                 |       | Gelsenkirchen Publik: 31 700 Domare: Omar Delgado Gómez (Colombia) | Gelsenkirchen Publik: 31 700 Domare: Omar Delgado Gómez (Colombia) |
| 18:30 UTC+1 | 18:30 UTC+1  | |                 |       | Gelsenkirchen Publik: 31 700 Domare: Omar Delgado Gómez (Colombia) | Gelsenkirchen Publik: 31 700 Domare: Omar Delgado Gómez (Colombia) |

| 12          | 18 juni 1974 | Skottland | 0 – 0   | Brasilien | Waldstadion                                                      |                                                                  |
| 18:30 UTC+1 | 18:30 UTC+1  |           | Rapport |           | Frankfurt Publik: 62 000 Domare: Arie van Gemert (Nederländerna) | Frankfurt Publik: 62 000 Domare: Arie van Gemert (Nederländerna) |
| 18:30 UTC+1 | 18:30 UTC+1  |           |         |           | Frankfurt Publik: 62 000 Domare: Arie van Gemert (Nederländerna) | Frankfurt Publik: 62 000 Domare: Arie van Gemert (Nederländerna) |
| 18:30 UTC+1 | 18:30 UTC+1  |           |         |           | Frankfurt Publik: 62 000 Domare: Arie van Gemert (Nederländerna) | Frankfurt Publik: 62 000 Domare: Arie van Gemert (Nederländerna) |

| 19          | 22 juni 1974 | Skottland      | 1 – 1           | Jugoslavien          | Waldstadion                                                          |                                                                      |
| 15:00 UTC+1 | 15:00 UTC+1  | Joe Jordan 88′ | (0 – 0) Rapport | 81′ Stanislav Karasi | Frankfurt Publik: 56 000 Domare: Alfonso González Archundía (Mexiko) | Frankfurt Publik: 56 000 Domare: Alfonso González Archundía (Mexiko) |
| 15:00 UTC+1 | 15:00 UTC+1  |                |                 |                      | Frankfurt Publik: 56 000 Domare: Alfonso González Archundía (Mexiko) | Frankfurt Publik: 56 000 Domare: Alfonso González Archundía (Mexiko) |
| 15:00 UTC+1 | 15:00 UTC+1  |                |                 |                      | Frankfurt Publik: 56 000 Domare: Alfonso González Archundía (Mexiko) | Frankfurt Publik: 56 000 Domare: Alfonso González Archundía (Mexiko) |

| 20          | 22 juni 1974 | Zaire | 0 – 3           | Brasilien | Parkstadion                                                    |                                                                |
| 15:00 UTC+1 | 15:00 UTC+1  |       | (0 – 1) Rapport |           | Gelsenkirchen Publik: 36 200 Domare: Nicolae Rainea (Rumänien) | Gelsenkirchen Publik: 36 200 Domare: Nicolae Rainea (Rumänien) |
| 15:00 UTC+1 | 15:00 UTC+1  |       |                 |           | Gelsenkirchen Publik: 36 200 Domare: Nicolae Rainea (Rumänien) | Gelsenkirchen Publik: 36 200 Domare: Nicolae Rainea (Rumänien) |
| 15:00 UTC+1 | 15:00 UTC+1  |       |                 |           | Gelsenkirchen Publik: 36 200 Domare: Nicolae Rainea (Rumänien) | Gelsenkirchen Publik: 36 200 Domare: Nicolae Rainea (Rumänien) |

### Grupp 3
| Nr | Lag           | S | V | O | F | GM | IM | MS | P |
| -- | ------------- | - | - | - | - | -- | -- | -- | - |
| 1  | Nederländerna | 3 | 2 | 1 | 0 | 6  | 1  | +5 | 5 |
| 2  | Sverige       | 3 | 1 | 2 | 0 | 3  | 0  | +3 | 4 |
| 3  | Bulgarien     | 3 | 0 | 2 | 1 | 2  | 5  | −3 | 2 |
| 4  | Uruguay       | 3 | 0 | 1 | 2 | 1  | 6  | −5 | 1 |

| 5           | 15 juni 1974 | Uruguay | 0 – 2           | Nederländerna      | Niedersachsenstadion                                    |                                                         |
| 15:00 UTC+1 | 15:00 UTC+1  |         | (0 – 1) Rapport | 7′, 86′ Johnny Rep | Hannover Publik: 55 100 Domare: Károly Palotai (Ungern) | Hannover Publik: 55 100 Domare: Károly Palotai (Ungern) |
| 15:00 UTC+1 | 15:00 UTC+1  |         |                 |                    | Hannover Publik: 55 100 Domare: Károly Palotai (Ungern) | Hannover Publik: 55 100 Domare: Károly Palotai (Ungern) |
| 15:00 UTC+1 | 15:00 UTC+1  |         |                 |                    | Hannover Publik: 55 100 Domare: Károly Palotai (Ungern) | Hannover Publik: 55 100 Domare: Károly Palotai (Ungern) |

| 6           | 15 juni 1974 | Sverige | 0 – 0   | Bulgarien | Rheinstadion                                                |                                                             |
| 15:00 UTC+1 | 15:00 UTC+1  |         | Rapport |           | Düsseldorf Publik: 23 800 Domare: Edison Peréz Núñez (Peru) | Düsseldorf Publik: 23 800 Domare: Edison Peréz Núñez (Peru) |
| 15:00 UTC+1 | 15:00 UTC+1  |         |         |           | Düsseldorf Publik: 23 800 Domare: Edison Peréz Núñez (Peru) | Düsseldorf Publik: 23 800 Domare: Edison Peréz Núñez (Peru) |
| 15:00 UTC+1 | 15:00 UTC+1  |         |         |           | Düsseldorf Publik: 23 800 Domare: Edison Peréz Núñez (Peru) | Düsseldorf Publik: 23 800 Domare: Edison Peréz Núñez (Peru) |

| 14          | 19 juni 1974 | Bulgarien        | 1 – 1           | Uruguay            | Niedersachsenstadion                                  |                                                       |
| 18:30 UTC+1 | 18:30 UTC+1  | Hristo Bonev 75′ | (0 – 0) Rapport | 87′ Ricardo Pavoni | Hannover Publik: 13 400 Domare: Jack Taylor (England) | Hannover Publik: 13 400 Domare: Jack Taylor (England) |
| 18:30 UTC+1 | 18:30 UTC+1  |                  |                 |                    | Hannover Publik: 13 400 Domare: Jack Taylor (England) | Hannover Publik: 13 400 Domare: Jack Taylor (England) |
| 18:30 UTC+1 | 18:30 UTC+1  |                  |                 |                    | Hannover Publik: 13 400 Domare: Jack Taylor (England) | Hannover Publik: 13 400 Domare: Jack Taylor (England) |

| 13          | 19 juni 1974 | Nederländerna | 0 – 0   | Sverige | Westfalenstadion                                          |                                                           |
| 18:30 UTC+1 | 18:30 UTC+1  |               | Rapport |         | Dortmund Publik: 53 700 Domare: Werner Winsemann (Kanada) | Dortmund Publik: 53 700 Domare: Werner Winsemann (Kanada) |
| 18:30 UTC+1 | 18:30 UTC+1  |               |         |         | Dortmund Publik: 53 700 Domare: Werner Winsemann (Kanada) | Dortmund Publik: 53 700 Domare: Werner Winsemann (Kanada) |
| 18:30 UTC+1 | 18:30 UTC+1  |               |         |         | Dortmund Publik: 53 700 Domare: Werner Winsemann (Kanada) | Dortmund Publik: 53 700 Domare: Werner Winsemann (Kanada) |

| 14          | 23 juni 1974 | Bulgarien            | 1 – 4           | Nederländerna                                                        | Westfalenstadion                                           |                                                            |
| 15:00 UTC+1 | 15:00 UTC+1  | Ruud Krol 78′ (sjm.) | (0 – 2) Rapport | 5′ (str.), 44′ (str.) Johan Neeskens 71′ Johnny Rep 88′ Theo de Jong | Dortmund Publik: 53 300 Domare: Tony Boskovic (Australien) | Dortmund Publik: 53 300 Domare: Tony Boskovic (Australien) |
| 15:00 UTC+1 | 15:00 UTC+1  |                      |                 |                                                                      | Dortmund Publik: 53 300 Domare: Tony Boskovic (Australien) | Dortmund Publik: 53 300 Domare: Tony Boskovic (Australien) |
| 15:00 UTC+1 | 15:00 UTC+1  |                      |                 |                                                                      | Dortmund Publik: 53 300 Domare: Tony Boskovic (Australien) | Dortmund Publik: 53 300 Domare: Tony Boskovic (Australien) |

| 22          | 23 juni 1974 | Sverige                                   | 3 – 0           | Uruguay | Rheinstadion                                                 |                                                              |
| 15:00 UTC+1 | 15:00 UTC+1  | Ralf Edström 46′, 77′ Roland Sandberg 74′ | (0 – 0) Rapport |         | Düsseldorf Publik: 28 300 Domare: Erich Linemayr (Österrike) | Düsseldorf Publik: 28 300 Domare: Erich Linemayr (Österrike) |
| 15:00 UTC+1 | 15:00 UTC+1  |                                           |                 |         | Düsseldorf Publik: 28 300 Domare: Erich Linemayr (Österrike) | Düsseldorf Publik: 28 300 Domare: Erich Linemayr (Österrike) |
| 15:00 UTC+1 | 15:00 UTC+1  |                                           |                 |         | Düsseldorf Publik: 28 300 Domare: Erich Linemayr (Österrike) | Düsseldorf Publik: 28 300 Domare: Erich Linemayr (Österrike) |

### Grupp 4
| Nr | Lag       | S | V | O | F | GM | IM | MS  | P |
| -- | --------- | - | - | - | - | -- | -- | --- | - |
| 1  | Polen     | 3 | 3 | 0 | 0 | 12 | 3  | +9  | 6 |
| 2  | Argentina | 3 | 1 | 1 | 1 | 7  | 5  | +2  | 3 |
| 3  | Italien   | 3 | 1 | 1 | 1 | 5  | 4  | +1  | 3 |
| 4  | Haiti     | 3 | 0 | 0 | 3 | 2  | 14 | −12 | 0 |

| 7           | 15 juni 1974 | Italien                                                 | 3 – 1           | Haiti              | Olympiastadion                                               |                                                              |
| 17:00 UTC+1 | 17:00 UTC+1  | Gianni Rivera 52′ Romeo Benetti 66′ Pietro Anastasi 79′ | (0 – 0) Rapport | 46′ Emmanuel Sanon | München Publik: 53 000 Domare: Vicente Llobregat (Venezuela) | München Publik: 53 000 Domare: Vicente Llobregat (Venezuela) |
| 17:00 UTC+1 | 17:00 UTC+1  |                                                         |                 |                    | München Publik: 53 000 Domare: Vicente Llobregat (Venezuela) | München Publik: 53 000 Domare: Vicente Llobregat (Venezuela) |
| 17:00 UTC+1 | 17:00 UTC+1  |                                                         |                 |                    | München Publik: 53 000 Domare: Vicente Llobregat (Venezuela) | München Publik: 53 000 Domare: Vicente Llobregat (Venezuela) |

| 8           | 15 juni 1974 | Polen                                     | 3 – 2           | Argentina                              | Neckarstadion                                         |                                                       |
| 17:00 UTC+1 | 17:00 UTC+1  | Grzegorz Lato 7′, 62′ Andrzej Szarmach 8′ | (2 – 0) Rapport | 60′ Ramón Heredia 66′ Carlos Babington | Stuttgart Publik: 32 700 Domare: Clive Thomas (Wales) | Stuttgart Publik: 32 700 Domare: Clive Thomas (Wales) |
| 17:00 UTC+1 | 17:00 UTC+1  |                                           |                 |                                        | Stuttgart Publik: 32 700 Domare: Clive Thomas (Wales) | Stuttgart Publik: 32 700 Domare: Clive Thomas (Wales) |
| 17:00 UTC+1 | 17:00 UTC+1  |                                           |                 |                                        | Stuttgart Publik: 32 700 Domare: Clive Thomas (Wales) | Stuttgart Publik: 32 700 Domare: Clive Thomas (Wales) |

| 16          | 19 juni 1974 | Argentina         | 1 – 1           | Italien                    | Neckarstadion                                                  |                                                                |
| 18:30 UTC+1 | 18:30 UTC+1  | René Houseman 20′ | (1 – 1) Rapport | 35′ (sjm.) Roberto Perfumo | Stuttgart Publik: 70 100 Domare: Pavel Kazakov (Sovjetunionen) | Stuttgart Publik: 70 100 Domare: Pavel Kazakov (Sovjetunionen) |
| 18:30 UTC+1 | 18:30 UTC+1  |                   |                 |                            | Stuttgart Publik: 70 100 Domare: Pavel Kazakov (Sovjetunionen) | Stuttgart Publik: 70 100 Domare: Pavel Kazakov (Sovjetunionen) |
| 18:30 UTC+1 | 18:30 UTC+1  |                   |                 |                            | Stuttgart Publik: 70 100 Domare: Pavel Kazakov (Sovjetunionen) | Stuttgart Publik: 70 100 Domare: Pavel Kazakov (Sovjetunionen) |

| 15          | 19 juni 1974 | Haiti | 0 – 7           | Polen                                                                                      | Olympiastadion                                                 |                                                                |
| 18:30 UTC+1 | 18:30 UTC+1  |       | (0 – 5) Rapport | 17′, 87′ Grzegorz Lato 18′ Kazimierz Deyna 30′, 34′, 50′ Andrzej Szarmach 31′ Jerzy Gorgoń | München Publik: 25 300 Domare: Govindasamy Suppiah (Singapore) | München Publik: 25 300 Domare: Govindasamy Suppiah (Singapore) |
| 18:30 UTC+1 | 18:30 UTC+1  |       |                 |                                                                                            | München Publik: 25 300 Domare: Govindasamy Suppiah (Singapore) | München Publik: 25 300 Domare: Govindasamy Suppiah (Singapore) |
| 18:30 UTC+1 | 18:30 UTC+1  |       |                 |                                                                                            | München Publik: 25 300 Domare: Govindasamy Suppiah (Singapore) | München Publik: 25 300 Domare: Govindasamy Suppiah (Singapore) |

| 23          | 23 juni 1974 | Argentina                                                 | 4 – 1           | Haiti              | Olympiastadion                                                |                                                               |
| 15:00 UTC+1 | 15:00 UTC+1  | Héctor Yazalde 15′, 68′ René Houseman 18′ Rubén Ayala 55′ | (2 – 0) Rapport | 63′ Emmanuel Sanon | München Publik: 25 900 Domare: Pablo Sánchez Ibáñez (Spanien) | München Publik: 25 900 Domare: Pablo Sánchez Ibáñez (Spanien) |
| 15:00 UTC+1 | 15:00 UTC+1  |                                                           |                 |                    | München Publik: 25 900 Domare: Pablo Sánchez Ibáñez (Spanien) | München Publik: 25 900 Domare: Pablo Sánchez Ibáñez (Spanien) |
| 15:00 UTC+1 | 15:00 UTC+1  |                                                           |                 |                    | München Publik: 25 900 Domare: Pablo Sánchez Ibáñez (Spanien) | München Publik: 25 900 Domare: Pablo Sánchez Ibáñez (Spanien) |

| 24          | 23 juni 1974 | Polen                                    | 2 – 1           | Italien           | Neckarstadion                                                        |                                                                      |
| 15:00 UTC+1 | 15:00 UTC+1  | Andrzej Szarmach 38′ Kazimierz Deyna 44′ | (2 – 0) Rapport | 85′ Fabio Capello | Stuttgart Publik: 70 100 Domare: Hans-Joachim Weyland (Västtyskland) | Stuttgart Publik: 70 100 Domare: Hans-Joachim Weyland (Västtyskland) |
| 15:00 UTC+1 | 15:00 UTC+1  |                                          |                 |                   | Stuttgart Publik: 70 100 Domare: Hans-Joachim Weyland (Västtyskland) | Stuttgart Publik: 70 100 Domare: Hans-Joachim Weyland (Västtyskland) |
| 15:00 UTC+1 | 15:00 UTC+1  |                                          |                 |                   | Stuttgart Publik: 70 100 Domare: Hans-Joachim Weyland (Västtyskland) | Stuttgart Publik: 70 100 Domare: Hans-Joachim Weyland (Västtyskland) |

## Omgång 2

### Grupp A
| Nr | Lag           | S | V | O | F | GM | IM | MS | P |
| -- | ------------- | - | - | - | - | -- | -- | -- | - |
| 1  | Nederländerna | 3 | 3 | 0 | 0 | 8  | 0  | +8 | 6 |
| 2  | Brasilien     | 3 | 2 | 0 | 1 | 3  | 3  | 0  | 4 |
| 3  | Östtyskland   | 3 | 0 | 1 | 2 | 1  | 4  | −3 | 1 |
| 4  | Argentina     | 3 | 0 | 1 | 2 | 2  | 7  | −5 | 1 |

| 26          | 26 juni 1974 | Nederländerna                                       | 4 – 0           | Argentina | Parkstadion                                                   |                                                               |
| 19:30 UTC+1 | 19:30 UTC+1  | Johan Cruijff 11′, 90′ Ruud Krol 25′ Johnny Rep 73′ | (2 – 0) Rapport |           | Gelsenkirchen Publik: 56 548 Domare: Bob Davidson (Skottland) | Gelsenkirchen Publik: 56 548 Domare: Bob Davidson (Skottland) |
| 19:30 UTC+1 | 19:30 UTC+1  |                                                     |                 |           | Gelsenkirchen Publik: 56 548 Domare: Bob Davidson (Skottland) | Gelsenkirchen Publik: 56 548 Domare: Bob Davidson (Skottland) |
| 19:30 UTC+1 | 19:30 UTC+1  |                                                     |                 |           | Gelsenkirchen Publik: 56 548 Domare: Bob Davidson (Skottland) | Gelsenkirchen Publik: 56 548 Domare: Bob Davidson (Skottland) |

| 25          | 26 juni 1974 | Brasilien            | 1 – 0           | Östtyskland | Niedersachsenstadion                                 |                                                      |
| 19:30 UTC+1 | 19:30 UTC+1  | Roberto Rivelino 60′ | (0 – 0) Rapport |             | Hannover Publik: 59 863 Domare: Clive Thomas (Wales) | Hannover Publik: 59 863 Domare: Clive Thomas (Wales) |
| 19:30 UTC+1 | 19:30 UTC+1  |                      |                 |             | Hannover Publik: 59 863 Domare: Clive Thomas (Wales) | Hannover Publik: 59 863 Domare: Clive Thomas (Wales) |
| 19:30 UTC+1 | 19:30 UTC+1  |                      |                 |             | Hannover Publik: 59 863 Domare: Clive Thomas (Wales) | Hannover Publik: 59 863 Domare: Clive Thomas (Wales) |

| 30          | 30 juni 1974 | Argentina                 | 1 – 2           | Brasilien                          | Niedersachsenstadion                                   |                                                        |
| 16:00 UTC+1 | 16:00 UTC+1  | Miguel Ángel Brindisi 35′ | (1 – 1) Rapport | 32′ Roberto Rivelino 49′ Jairzinho | Hannover Publik: 39 400 Domare: Vital Loraux (Belgien) | Hannover Publik: 39 400 Domare: Vital Loraux (Belgien) |
| 16:00 UTC+1 | 16:00 UTC+1  |                           |                 |                                    | Hannover Publik: 39 400 Domare: Vital Loraux (Belgien) | Hannover Publik: 39 400 Domare: Vital Loraux (Belgien) |
| 16:00 UTC+1 | 16:00 UTC+1  |                           |                 |                                    | Hannover Publik: 39 400 Domare: Vital Loraux (Belgien) | Hannover Publik: 39 400 Domare: Vital Loraux (Belgien) |

| 29          | 30 juni 1974 | Östtyskland | 0 – 2           | Nederländerna                         | Parkstadion                                                    |                                                                |
| 16:00 UTC+1 | 16:00 UTC+1  |             | (0 – 1) Rapport | 7′ Johan Neeskens 59′ Rob Rensenbrink | Gelsenkirchen Publik: 68 348 Domare: Rudolf Scheurer (Schweiz) | Gelsenkirchen Publik: 68 348 Domare: Rudolf Scheurer (Schweiz) |
| 16:00 UTC+1 | 16:00 UTC+1  |             |                 |                                       | Gelsenkirchen Publik: 68 348 Domare: Rudolf Scheurer (Schweiz) | Gelsenkirchen Publik: 68 348 Domare: Rudolf Scheurer (Schweiz) |
| 16:00 UTC+1 | 16:00 UTC+1  |             |                 |                                       | Gelsenkirchen Publik: 68 348 Domare: Rudolf Scheurer (Schweiz) | Gelsenkirchen Publik: 68 348 Domare: Rudolf Scheurer (Schweiz) |

| 33          | 3 juli 1974 | Argentina         | 1 – 1           | Östtyskland         | Parkstadion                                                |                                                            |
| 19:30 UTC+1 | 19:30 UTC+1 | René Houseman 20′ | (1 – 1) Rapport | 14′ Joachim Streich | Gelsenkirchen Publik: 54 254 Domare: Jack Taylor (England) | Gelsenkirchen Publik: 54 254 Domare: Jack Taylor (England) |
| 19:30 UTC+1 | 19:30 UTC+1 |                   |                 |                     | Gelsenkirchen Publik: 54 254 Domare: Jack Taylor (England) | Gelsenkirchen Publik: 54 254 Domare: Jack Taylor (England) |
| 19:30 UTC+1 | 19:30 UTC+1 |                   |                 |                     | Gelsenkirchen Publik: 54 254 Domare: Jack Taylor (England) | Gelsenkirchen Publik: 54 254 Domare: Jack Taylor (England) |

| 34          | 3 juli 1974 | Nederländerna                        | 2 – 0           | Brasilien | Westfalenstadion                                                |                                                                 |
| 19:30 UTC+1 | 19:30 UTC+1 | Johan Neeskens 50′ Johan Cruijff 65′ | (0 – 0) Rapport |           | Dortmund Publik: 53 700 Domare: Kurt Tschenscher (Västtyskland) | Dortmund Publik: 53 700 Domare: Kurt Tschenscher (Västtyskland) |
| 19:30 UTC+1 | 19:30 UTC+1 |                                      |                 |           | Dortmund Publik: 53 700 Domare: Kurt Tschenscher (Västtyskland) | Dortmund Publik: 53 700 Domare: Kurt Tschenscher (Västtyskland) |
| 19:30 UTC+1 | 19:30 UTC+1 |                                      |                 |           | Dortmund Publik: 53 700 Domare: Kurt Tschenscher (Västtyskland) | Dortmund Publik: 53 700 Domare: Kurt Tschenscher (Västtyskland) |

### Grupp B
| Nr | Lag          | S | V | O | F | GM | IM | MS | P |
| -- | ------------ | - | - | - | - | -- | -- | -- | - |
| 1  | Västtyskland | 3 | 3 | 0 | 0 | 7  | 2  | +5 | 6 |
| 2  | Polen        | 3 | 2 | 0 | 1 | 3  | 2  | +1 | 4 |
| 3  | Sverige      | 3 | 1 | 0 | 2 | 4  | 6  | −2 | 2 |
| 4  | Jugoslavien  | 3 | 0 | 0 | 3 | 2  | 6  | −4 | 0 |

| 27          | 26 juni 1974 | Jugoslavien | 0 – 2           | Västtyskland                      | Rheinstadion                                                  |                                                               |
| 16:00 UTC+1 | 16:00 UTC+1  |             | (0 – 1) Rapport | 39′ Paul Breitner 82′ Gerd Müller | Düsseldorf Publik: 67 385 Domare: Armando Marques (Brasilien) | Düsseldorf Publik: 67 385 Domare: Armando Marques (Brasilien) |
| 16:00 UTC+1 | 16:00 UTC+1  |             |                 |                                   | Düsseldorf Publik: 67 385 Domare: Armando Marques (Brasilien) | Düsseldorf Publik: 67 385 Domare: Armando Marques (Brasilien) |
| 16:00 UTC+1 | 16:00 UTC+1  |             |                 |                                   | Düsseldorf Publik: 67 385 Domare: Armando Marques (Brasilien) | Düsseldorf Publik: 67 385 Domare: Armando Marques (Brasilien) |

| 28          | 26 juni 1974 | Sverige | 0 – 1           | Polen             | Neckarstadion                                            |                                                          |
| 19:30 UTC+1 | 19:30 UTC+1  |         | (0 – 1) Rapport | 43′ Grzegorz Lato | Stuttgart Publik: 44 955 Domare: Ramón Barreto (Uruguay) | Stuttgart Publik: 44 955 Domare: Ramón Barreto (Uruguay) |
| 19:30 UTC+1 | 19:30 UTC+1  |         |                 |                   | Stuttgart Publik: 44 955 Domare: Ramón Barreto (Uruguay) | Stuttgart Publik: 44 955 Domare: Ramón Barreto (Uruguay) |
| 19:30 UTC+1 | 19:30 UTC+1  |         |                 |                   | Stuttgart Publik: 44 955 Domare: Ramón Barreto (Uruguay) | Stuttgart Publik: 44 955 Domare: Ramón Barreto (Uruguay) |

| 32          | 30 juni 1974 | Polen                                        | 2 – 1           | Jugoslavien          | Waldstadion                                                  |                                                              |
| 16:00 UTC+1 | 16:00 UTC+1  | Kazimierz Deyna 24′ (str.) Grzegorz Lato 62′ | (1 – 1) Rapport | 43′ Stanislav Karasi | Frankfurt Publik: 58 000 Domare: Rudi Glöckner (Östtyskland) | Frankfurt Publik: 58 000 Domare: Rudi Glöckner (Östtyskland) |
| 16:00 UTC+1 | 16:00 UTC+1  |                                              |                 |                      | Frankfurt Publik: 58 000 Domare: Rudi Glöckner (Östtyskland) | Frankfurt Publik: 58 000 Domare: Rudi Glöckner (Östtyskland) |
| 16:00 UTC+1 | 16:00 UTC+1  |                                              |                 |                      | Frankfurt Publik: 58 000 Domare: Rudi Glöckner (Östtyskland) | Frankfurt Publik: 58 000 Domare: Rudi Glöckner (Östtyskland) |

| 31          | 30 juni 1974 | Västtyskland                                                                       | 4 – 2           | Sverige                              | Rheinstadion                                                    |                                                                 |
| 19:30 UTC+1 | 19:30 UTC+1  | Wolfgang Overath 51′ Rainer Bonhof 52′ Jürgen Grabowski 76′ Uli Hoeness 89′ (str.) | (0 – 1) Rapport | 24′ Ralf Edström 53′ Roland Sandberg | Düsseldorf Publik: 67 800 Domare: Pavel Kazakov (Sovjetunionen) | Düsseldorf Publik: 67 800 Domare: Pavel Kazakov (Sovjetunionen) |
| 19:30 UTC+1 | 19:30 UTC+1  |                                                                                    |                 |                                      | Düsseldorf Publik: 67 800 Domare: Pavel Kazakov (Sovjetunionen) | Düsseldorf Publik: 67 800 Domare: Pavel Kazakov (Sovjetunionen) |
| 19:30 UTC+1 | 19:30 UTC+1  |                                                                                    |                 |                                      | Düsseldorf Publik: 67 800 Domare: Pavel Kazakov (Sovjetunionen) | Düsseldorf Publik: 67 800 Domare: Pavel Kazakov (Sovjetunionen) |

| 35          | 3 juli 1974 | Polen | 0 – 1           | Västtyskland    | Waldstadion                                                 |                                                             |
| 16:35 UTC+1 | 16:35 UTC+1 |       | (0 – 0) Rapport | 76′ Gerd Müller | Frankfurt Publik: 62 000 Domare: Erich Linemayr (Österrike) | Frankfurt Publik: 62 000 Domare: Erich Linemayr (Österrike) |
| 16:35 UTC+1 | 16:35 UTC+1 |       |                 |                 | Frankfurt Publik: 62 000 Domare: Erich Linemayr (Österrike) | Frankfurt Publik: 62 000 Domare: Erich Linemayr (Österrike) |
| 16:35 UTC+1 | 16:35 UTC+1 |       |                 |                 | Frankfurt Publik: 62 000 Domare: Erich Linemayr (Österrike) | Frankfurt Publik: 62 000 Domare: Erich Linemayr (Österrike) |

| 36          | 3 juli 1974 | Sverige                                | 2 – 1           | Jugoslavien      | Rheinstadion                                                 |                                                              |
| 19:30 UTC+1 | 19:30 UTC+1 | Ralf Edström 29′ Conny Torstensson 85′ | (1 – 1) Rapport | 27′ Ivica Šurjak | Düsseldorf Publik: 41 300 Domare: Luis Pestarino (Argentina) | Düsseldorf Publik: 41 300 Domare: Luis Pestarino (Argentina) |
| 19:30 UTC+1 | 19:30 UTC+1 |                                        |                 |                  | Düsseldorf Publik: 41 300 Domare: Luis Pestarino (Argentina) | Düsseldorf Publik: 41 300 Domare: Luis Pestarino (Argentina) |
| 19:30 UTC+1 | 19:30 UTC+1 |                                        |                 |                  | Düsseldorf Publik: 41 300 Domare: Luis Pestarino (Argentina) | Düsseldorf Publik: 41 300 Domare: Luis Pestarino (Argentina) |

## Finalomgång

### Bronsmatch
| 37          | 6 juli 1974 | Brasilien | 0 – 1           | Polen             | Olympiastadion                                            |                                                           |
| 16:00 UTC+1 | 16:00 UTC+1 |           | (0 – 0) Rapport | 76′ Grzegorz Lato | München Publik: 74 100 Domare: Aurelio Angonese (Italien) | München Publik: 74 100 Domare: Aurelio Angonese (Italien) |
| 16:00 UTC+1 | 16:00 UTC+1 |           |                 |                   | München Publik: 74 100 Domare: Aurelio Angonese (Italien) | München Publik: 74 100 Domare: Aurelio Angonese (Italien) |
| 16:00 UTC+1 | 16:00 UTC+1 |           |                 |                   | München Publik: 74 100 Domare: Aurelio Angonese (Italien) | München Publik: 74 100 Domare: Aurelio Angonese (Italien) |

### Final
I finalen chocköppnade det nederländska laget genom att redan efter en minut ta ledningen på straff, slagen av Johan Neeskens mitt i målet. Tyskarna kunde kvittera på just straff i mitten av den första halvleken. Båda lagen hade chanser. Matchen avgjordes i slutet av första halvleken då måltjuven Gerd Müller genom en strumprullare gjorde 2–1. Under den andra halvleken pressade nederländerna på för en kvittering men tyskarna kunde hålla undan och ta Västtysklands andra VM-guld (det första 1954). Under turneringen förlorade tyskarna en enda match - mot rivalerna i Östtyskland.
| 38          | 7 juli 1974 | Nederländerna            | 1 – 2           | Västtyskland                             | Olympiastadion                                       |                                                      |
| 16:00 UTC+1 | 16:00 UTC+1 | Johan Neeskens 2′ (str.) | (1 – 2) Rapport | 25′ (str.) Paul Breitner 43′ Gerd Müller | München Publik: 75 200 Domare: Jack Taylor (England) | München Publik: 75 200 Domare: Jack Taylor (England) |
| 16:00 UTC+1 | 16:00 UTC+1 |                          |                 |                                          | München Publik: 75 200 Domare: Jack Taylor (England) | München Publik: 75 200 Domare: Jack Taylor (England) |
| 16:00 UTC+1 | 16:00 UTC+1 |                          |                 |                                          | München Publik: 75 200 Domare: Jack Taylor (England) | München Publik: 75 200 Domare: Jack Taylor (England) |

## VM-profiler
- Västtyskland: Franz Beckenbauer, Paul Breitner, Sepp Maier, Gerd Müller
- Nederländerna: Johan Cruijff, Johan Neeskens, Johnny Rep
- Polen: Kazimierz Deyna, Robert Gadocha, Grzegorz Lato, Andrzej Szarmach, Jan Tomaszewski
- Brasilien: Jairzinho, Luis Pereira, Roberto Rivelino
- Sverige: Ralf Edström, Ronnie Hellström, Roland Sandberg
- Östtyskland: Jürgen Sparwasser
- Chile: Elías Figueroa
- Skottland: Billy Bremner